# Dolní Lomany
Dolní Lomany (česky dříve: Dolní Lom, německy Unterlohma) jsou vesnice, místní část města Františkovy Lázně v okrese Cheb v Karlovarském kraji. V roce 2011 zde žilo v 63 domech 260 obyvatel. S Františkovými Lázněmi tvoří jednotný celek.

## Geografie
Dolní Lomany se nacházejí jeden kilometr západně od centra Františkových Lázní v nadmořské výšce 448 metrů.

## Historie
Poprvé jsou Dolní Lomany v historických textech zmiňovány v roce 1181.

## Obyvatelstvo
Při sčítání lidu v roce 1921 zde žilo 617 obyvatel, z toho jeden Čechoslovák, 592 obyvatel německé národnosti a 24 cizozemců. K římskokatolické církvi se hlásilo 596 obyvatel a 21 k evangelické církvi.
| Rok            | 1869 | 1880 | 1890 | 1900 | 1910 | 1921 | 1930 | 1950 | 1961 | 1970 | 1980 | 1991 | 2001 | 2011 | 2021 |
| -------------- | ---- | ---- | ---- | ---- | ---- | ---- | ---- | ---- | ---- | ---- | ---- | ---- | ---- | ---- | ---- |
| Počet obyvatel | 199  | 381  | 426  | 497  | 621  | 617  | 710  | 325  | 389  | 336  | 274  | 272  | 285  | 260  | 235  |
| Počet domů     | 19   | 26   | 29   | 37   | 45   | 47   | 56   | 62   | -    | 54   | 50   | 54   | 61   | 63   | 63   |

## Doprava
Dolní Lomany jsou přímou součástí Františkových Lázní, se kterými zcela splývají. Prochází tudy však vedlejší silnice 21325 z Ostrohu.